# روبوكار بولي
مسلسل روبوكار بولي تدور احداثة حول فريق إنقاذ متميّز مكوّن من شخصيات مختلفة هي على أتم الإستعداد دائماً لمساعدة الآخرين المعرّضين لشتى أنواع الحوادث في بلدة «بروم» الصغيرة، حتى ولو تطلّب ذلك بذل كل أنواع التضحيات. الفرقة مؤلفة من سيارة الشرطة الخارقة «بولي»، سيارة الإطفاء «روي»، سيارة الإسعاف «آمبر»، طائرة الهليكوبتر «هيلي»، وعاملة الهاتف «جين» وكلها شخصيات مليئة بالحماس والرغبة في القيام بأعمال بطولية لمساعدة الآخرين. يساعد مسلسل روبوكار بولي الأطفال على معرفة معلومات هامّة وأساسية عن السلامة لمواجهة أي حادثة كانت سواء ناتجة عن كارثة طبيعية أو مصيبة من صنع البشر.
يعرض على قناة براعم يومياً على الساعة 05:45 مساءً بتوقيت مكة المكرمة.

## روابط خارجية
- روبوكار بولي على موقع IMDb (الإنجليزية)
- روبوكار بولي على موقع نتفليكس (الإنجليزية)
- روبوكار بولي على موقع كينوبويسك (الروسية)
- روبوكار بولي على موقع ألو سيني (الفرنسية)
- روبوكار بولي على موقع قاعدة بيانات الفيلم (الإنجليزية)

- Webpage of Robocar Poli on EBS (بالكورية)